# El Palmar, Chiapa de Corzo
El Palmar är en ort i Mexiko.   Den ligger i kommunen Chiapa de Corzo och delstaten Chiapas, i den sydöstra delen av landet, 700 km öster om huvudstaden Mexico City. El Palmar ligger 1 348 meter över havet och antalet invånare är 1 477.
Terrängen runt El Palmar är kuperad åt nordost, men åt sydväst är den bergig. Runt El Palmar är det ganska tätbefolkat, med 58 invånare per kvadratkilometer. Närmaste större samhälle är Tuxtla Gutiérrez, 14,0 km sydväst om El Palmar. I omgivningarna runt El Palmar växer huvudsakligen savannskog.